# 錫格里斯維爾格拉特山
46°43′51″N 7°46′14″E / 46.7307°N 7.77057°E

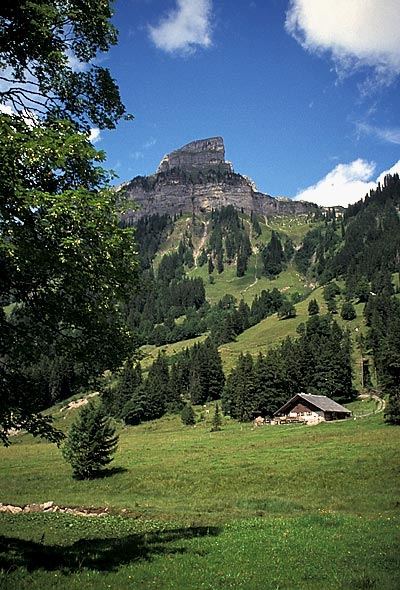

錫格里斯維爾格拉特山（Sigriswilgrat），是瑞士的山峰，位於該國中部，由伯恩州負責管轄，屬於埃默河谷山的一部分，處於圖恩以東12公里，海拔高度2,051米。